# Theronopus bifidus
Theronopus bifidus är en insektsart som beskrevs av Webb 1983. Theronopus bifidus ingår i släktet Theronopus och familjen dvärgstritar. Inga underarter finns listade i Catalogue of Life.